# Tom G. Palmer
Tom Gordon Palmer (ur. 1956) – amerykański publicysta i aktywista polityczny. Starszy doradca w Instytucie Katona oraz wicedyrektor wykonawczy programów międzynarodowych w Atlas Economic Research Foundation.

## Edukacja
Palmer uzyskał Bachelor of Arts z nauk humanistycznych na St. John’s College, natomiast swój Master of Arts z filozofii obronił na Katolickim Uniwersytecie Ameryki. Doktoryzował się z nauk politycznych na Uniwersytecie Oksfordzkim.

## Działalność

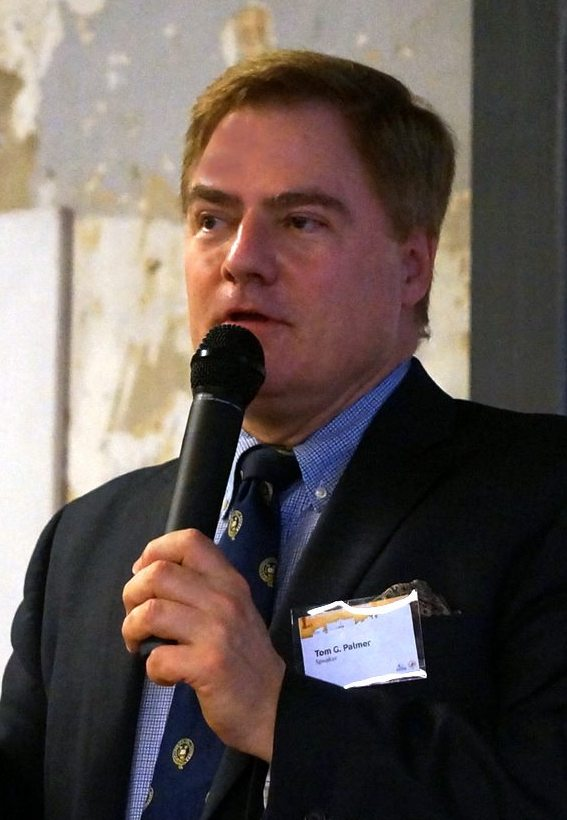
Tom Palmer w Atenach, listopad 2014

Jest starszym doradcą w Instytucie Katona oraz dyrektorem Cato University. W tym samym think tanku był wcześniej wiceprzewodniczącym Centrum Promocji Praw Człowieka, jednak 1 stycznia 2009 program ten został przeniesiony do Atlas Economic Research Foundation pod zmienioną nazwą, jako Atlas Global Initiative for Free Trade. Palmer aktualnie jest dyrektorem generalnym programu oraz wicedyrektorem wykonawczym programów międzynarodowych w Atlas Network.
Jego teksty publicystyczne pojawiły się w wielu czasopismach, między innymi w: Harvard Journal of Law and Public Policy, Critical Review, Slate, The Wall Street Journal, The New York Times, Die Welt, Caixing, Al-Hajat, The Washington Post czy The Spectator of London. Aktywnie udziela również wykładów na całym świecie. W swoich tekstach oraz wykładach stara się promować idee libertarianizmu oraz liberalizmu klasycznego. Najczęściej poruszanymi przez niego tematami są nauki polityczne, teoria wyboru publicznego, społeczeństwo obywatelskie oraz moralne, prawne oraz historyczne podłoża praw jednostki.
Współpracuje z wieloma organizacjami promującymi idee liberalizmu i libertarianizmu, wśród nich są Students for Liberty czy Institute for Humane Studies.

## Życie prywatne
Palmer określa siebie jako homoseksualistę.

## Publikacje

### Autor
- Learning About Liberty: The Cato University Study Guide (Cato Institute, 1997)[6]
- Libertarianism: Past and Prospects (Cato Institute, 2007; współautor: Virginia Postrel, Tyler Cowen, Brian Doherty, Jason Kuznicki)[7]
- Realizing Freedom: Libertarian Theory, History, and Practice (Cato Institute, 2009)[8]
- Peace, Love & Liberty (Students for Liberty & Atlas Network/Jameson Books, 2014)[9]

### Redaktor
- The Morality of Capitalism: What Your Professors Won't Tell You (Jameson Books, 2011)[10]; wydanie polskie: Czy kapitalizm jest moralny? (Fijor Publishing, 2014)
- After the Welfare State (Students For Liberty & Atlas Network/Jameson Books, 2012)[11]; wydanie polskie: Państwo opiekuńcze. Kosztowne złudzenie (Fijor Publishing, 2014)
- Why Liberty: Your Life, Your Choices, Your Future (Jameson Books, 2013)[12]